# 美谷玲実
美谷 玲実（みたに れみ、1990年5月11日 - ）は、日本の女性歌手。
北海道出身。血液型はAB型。明治大学卒業。

## 経歴
2010年より秋葉原ディアステージに所属。『アイカツ!』の楽曲を歌うユニット「STAR☆ANIS」に「れみ」名義で参加し、登場キャラクターである有栖川おとめ、藤堂ユリカ、藤原みやびの歌唱を担当。また、2018年6月にサンリオのアプリゲーム『SHOW BY ROCK!!』に楽曲提供も行うGiRLs ELECTRO POPユニット『YKMM』（やきみみ）に新ボーカル「Remi Mitani」として加入し活動している。
ディアステージでは2014年より愛野えり、市倉有菜とともに「Flash Fractal」というユニットを結成して活動を行う。愛野とは「ナナイロ☆シンドローム」というユニットも結成している。シンガーソングライターを目指しており、2014年からはオリジナル曲の制作も行っている。
2020年3月31日でディアステージを退所し歌の活動からは一歩退くことが発表された。2021年にはクラウドファンディングにより資金調達をし、まぜそば店「Maze Cafe*ラーメン美谷」をオープン。オーナーに就任した。
2023年12月12日、結婚を報告した。

## ディスコグラフィ

### 美谷玲実 名義

#### シングル
- 真夏の夜の薔薇（2015年8月26日）[10]
- Hello!（2016年11月6日）[11]

#### アルバム
- DearStage Compilation Album Vol.01 [Pandora's BOX] (2013年4月29日) - 01.「歌声、そして青い鳥」収録[12]

### れみ 名義

#### シングル
- First Live!（2012年12月26日） - 03.「Angel Snow」収録[13]
- ダイヤモンドハッピー／ヒラリ/ヒトリ/キラリ（2013年6月26日） - 02.「ヒラリ/ヒトリ/キラリ」収録[14]
- KIRA☆Power/オリジナルスター☆彡（2013年10月23日） - 02.「オリジナルスター☆彡」収録[15]
- Sexy Style（2014年2月26日） - 02.「マジカルタイム」収録[16]
- 輝きのエチュード（2014年12月13日） - 02.「SHINING LINE* ～スターライト Ver.～」収録[17]

#### アルバム
- Fourth Party!（2013年6月26日） - 01.「fashion check!」、03.「放課後ポニーテール」、04.「G線上のShining Sky」収録[18]
- POP ASSORT（2014年6月25日） - 02.「CHU-CHU♡RAINBOW」、04.「永遠の灯」収録[19]
- Cute Look（2014年9月24日） - 01.「ハッピィクレッシェンド」収録[20]
- Joyful Dance（2015年6月24日） - 05.「恋するみたいなキャラメリゼ」収録[21]
- Colorful Smile（2015年8月26日） - 04.「薄紅デイトリッパー」収録[22]

## 出演

### ゲーム
- SHOW BY ROCK!!（2019年、リックス〈2代目〉） - 「Remi Mitani」名義[23]